# Зевис-им-Преттигау
Зевис-им-Преттигау (нем. Seewis im Prättigau) — коммуна в Швейцарии, окружной центр, находится в кантоне Граубюнден.
Входит в состав округа Преттигау-Давос. Население составляет 1406 человек (на 31 декабря 2006 года). Официальный код — 3972.

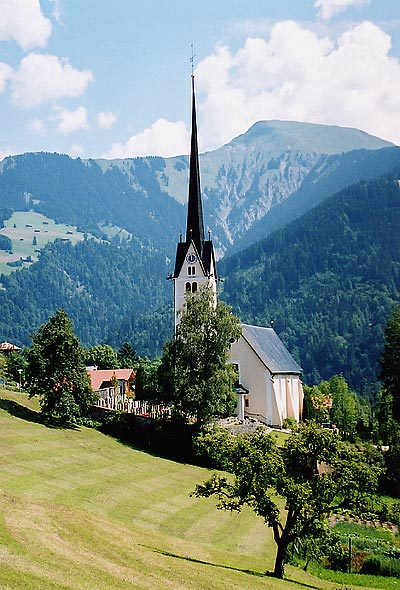
Церковь

## Население
| Год  | Численность | Численность |
| ---- | ----------- | ----------- |
| 2006 | 1406        |             |
| 2017 | 1381        | [ 3 ]       |
| 2018 | 1342        | [ 2 ]       |